# Associação de Conservação de Parques Nacionais
A Associação de Conservação de Parques Nacionais (NPCA, em inglês) é a única organização independente e apartidária dedicada exclusivamente à advocacia em nome do Sistema Nacional de Parques. Sua missão é "proteger e aprimorar o Sistema Nacional de Parques da América para as gerações presentes e futuras".

## História
Fundada em 1919 como Associação de Parques Nacionais, a organização foi projetada para ser um cão de guarda do cidadão para o Serviço Nacional de Parques (NPS, em inglês) criado em 1916. Entre os fundadores da NPA estava Stephen Mather, o primeiro diretor do Serviço Nacional de Parques. Robert Sterling Yard foi o primeiro funcionário da NPA. Embora a Yard tenha recebido apoio financeiro pessoal de Mather, os dois frequentemente divergem sobre questões de desenvolvimento nos parques. Tomando uma forte posição preservacionista, Yard se opôs à comercialização de parques como as bandas de jazz e shows de shows no Parque Nacional de Yosemite.
A associação continuou a resistir aos esforços comerciais para construir barragens e promover mineração, exploração madeireira e caça nos parques nacionais. Em 1970, a organização mudou seu nome para Associação de Parques Nacionais e Conservação, em resposta à atenção nacional a uma nova gama de questões ambientais emergentes, incluindo a poluição do ar e da água. Isso foi reduzido para a Associação de Conservação de Parques Nacionais em 2000.

## Atividades
Em busca de sua missão principal de proteger os parques nacionais dos Estados Unidos, a NPCA "trabalha para educar os tomadores de decisão e líderes de opinião sobre as questões mais prementes que os parques nacionais enfrentam". Em sua sede em Washington, D.C., e em 27 escritórios regionais em todo o país, emprega 153 funcionários, incluindo especialistas em programas e políticas que trabalham em conjunto com voluntários comprometidos, lobistas, organizadores da comunidade e especialistas em comunicação. Sob a liderança da Presidente e CEO Theresa Pierno, "o foco estratégico da organização é garantir que, como principal defensora dos parques nacionais, esses locais continuem protegidos e tenham os recursos e a infraestrutura de que precisam para prosperar no segundo século".
A NPCA publica uma revista trimestral, National Parks, cuja versão impressa é distribuída principalmente aos seus membros, enquanto os artigos também estão disponíveis em seu site.

## Legislação

### Suportado
A Lei de Proteção de Bacias Hidrográficas de North Fork de 2013 é um projeto de lei que retiraria 430 mil acres de terras federais em Montana de programas para desenvolver recursos geotérmicos e minerais. A lei proibiria a remoção de minas e o desenvolvimento de outros recursos naturais. As terras afetadas ficam adjacentes ao Parque Nacional Glacier e já possuem algumas proteções. O projeto segue um acordo entre o Canadá e os Estados Unidos sobre como proteger a área transfronteiriça dos efeitos da mineração. No acordo de 2010, o Canadá concordou em não fazer nenhuma mineração adicional no British Columbian Flathead, com a expectativa de que Montana fizesse o mesmo com suas terras. A NPCA apoiou o projeto, dizendo que o projeto "protege tanto nossa herança externa quanto nosso futuro econômico para as próximas gerações".

### Oposto
A NPCA se opôs à Lei de Proteção aos Direitos da Água, uma lei que impediria as agências federais de exigir que certas entidades renunciassem seus direitos à água nos Estados Unidos para usar terras públicas. Segundo os oponentes, a conta é muito ampla. Eles acreditam que o projeto "também pode impedir que agências federais de pesca como o Serviço de Pesca e Vida Selvagem dos Estados Unidos exijam fluxos que ajudem o salmão a encontrar escadas de peixes e passar com segurança por barragens".
Em junho de 2017, o Serviço de Pesca e Vida Selvagem dos Estados Unidos removeu o urso-cinzento da "lista de espécies ameaçadas" dos Parques Nacionais de Yellow Stone. A Associação de Conservação de Parques Nacionais está processando os Serviços de Pesca e Vida Selvagem por não seguirem os canais adequados em sua decisão de remover as espécies da lista de espécies ameaçadas. Citando que o Serviço de Pesca e Vida Selvagem, "falha em fornecer regulamentos de longo prazo e aplicáveis para garantir que a população parda permaneça estável e seja capaz de aumentar em tamanho e alcance geográfico". "Isso poderia abrir caminho para caçar ursos pardos em terras privadas e estatais dentro e adjacentes aos parques nacionais da área, comprometendo ainda mais a saúde a longo prazo da população parda". "Ele não inclui medidas que incentivem a conectividade com os ursos pardos que vivem no ecossistema da Coroa do Continente/Geleira, privando as duas populações da diversidade genética de que precisam para prosperar". "Ele falha em fornecer ao Serviço Nacional de Parques um assento formal à mesa para trabalhar com agências estaduais para gerenciar ursos que ultrapassam as fronteiras do parque". "Ele não considera adequadamente como as mudanças climáticas afetarão os ursos pardos a longo prazo".
A NPCA se opõe ao corte do Plano de Energia Limpa, que, se cortado, aumentaria os níveis de emissões de carbono e dióxido de enxofre encontrados nos parques, o que poderia levar a uma potencial perda de vidas dentro e fora dos parques. A NPCA está usando sua forte base para pedir à EPA, seu administrador Scott Pruitt e a administração Trump para manter as práticas do Plano de Energia Limpa.

## Avaliações de caridade e finanças
A NPCA recebeu uma classificação geral de 3 estrelas (em 4) do Charity Navigator para o ano fiscal de 2015, com base em uma pontuação de 76,73 (em 100) em Financeiro e 97,00 em Responsabilidade e Transparência.
Seu registro fiscal de 2014 mostra que os salários dos funcionários eram iguais a 50,0% da receita.